# 王成椿
王成椿，1906年—1979年（另说1909年出生） ，英文：Cheng-chuang Wang，台湾物理学家、教育家。台湾原子能、太阳能先驱，台湾现代太阳能利用的奠基人。字寿岩，浙江慈溪人。

## 生平
生于大清宁波府慈溪县慈城镇，今属宁波市江北区。父亲王如璋，中华民国海军军官；伯父王鳳喈，第二批留美幼童。早年天资卓绝，未念过小学即于1919年考入北平育英中学，今北京市育英中学。1929年，毕业于国立北京大学物理系。赴美国留学，在明尼苏达州立大学物理研究所。
返国后，曾任中国大学讲师、副教授。后任东北大学教授。
抗日战争时期，曾任中央飞机制造厂工程顾问。曾任国立贵阳医学院教授，兼任训育主任。曾任重庆大学教授。并曾任中华民国教育部科学仪器制作所主任。
抗日战争胜利后，赴上海，担任同济大学医学院教授兼训导长。曾抗议当局逮捕同济大学学生。
1949年，赴台湾，任国立师范学院，今国立台湾师范大学物理系教授、物理系主任、理学院院长。1962年，曾建言国立师范学院理学分设物理、化学两系。曾两度赴美国研究太阳能，委任为美国明尼苏达州立大学荣誉研究员。并在台湾工业界担任要职，曾任台湾中央飞机制造厂厂长，台湾仪器制造厂厂长。
1960年，委任为台湾行政院原子能委員會委员，台湾标准局委员。曾任台湾中国理化教育协会理事长。

## 太阳能
王在太阳能研究领域颇为知名，其推广太阳能利用也不遗余力。美国能源部曾授予王“太阳能研究成就奖”。
1978年，王出席在沙特阿拉伯举行的国际太阳能学术会议，担任大会第一主席，是华人首次领导国际太阳能组织。
曾发明日光热水器、日光蒸馏器和日光海水淡化器，被美国新闻总署推广，也曾在台湾推广利用太阳能将海水转化为蒸馏水。

## 家庭
- 弟王成柏（1907- 1998）字寿青，中华人民共和国化学家，北京理工大学教授[1]
- 妹王丽云 (1926- 2011) 中华人民共和国科普作家、编辑[4][7]
- 妹王织云 (1917- 2006）
- 妹王懿云

## 著作
- 台湾教科书《高中物理》，1965年首版，与趙金祁合著
- 台湾科普教科书《物理學》，1951年首版，与周昌壽合著，台湾商务出版
- 台湾教科书《怎樣教物理》，1957年出版，中正书局出版
- 《日光能概論》，1964年

## 纪念文集
- 《懷念恩師王成椿教授》，台湾傳記文學，2008年4月[8]